# Replås
Ett replås är en hylsa av metall som används för att förbinda rep antingen som förlängning eller bilda en ögla. Den används även för att skarva elrep i elstängsel.
Hylsan är avlång, ca 5 cm lång, och man lägger ändarna som ska förbindas i hylsan. Därefter trär man över en metallbricka och låser denna med två muttrar som skruvas fast i två skruvar i botten av hylsan.
På så sätt får skarvarna god elektrisk kontakt med varandra, jämfört med om man bara hade knutit ihop ändarna, och elenergin kan fortsätta vandra längs med stängslet utan risk för överslag, tickande ljud och i värsta fall avbränning av repet.